# Глава, Ярослав
Ярослав Глава (чеш. Jaroslav Hlava; 7 мая 1855[…], Дольни-Краловице — 31 октября 1924[…], Подоли) — чешский патологоанатом, доктор, профессор.

## Биография
Родился в семье Йозефа и Катерины Главы. В 1879 году, окончил медицинский факультет Карлова университета. В 1887 году, стал профессором в области патологической анатомии. Занимал пост ректора Главного госпиталя Праги и Чешского института патологической анатомии. Первым начал изучать бактериологию и этиологию онкологических и инфекционных заболеваний. Автор научной работы «О дизентерии у кошек». Был соучредителем Национального театра и председатель труппы Национального театра. 
До конца жизни, занимал пост президента медицинского совета Чехии. Скончался в октябре 1924 года, был кремирован.
В числе его именитых учеников Йосеф Пельнарж, медик, академик, один из основоположников чешской терапевтической медицины . Создатель научной школы.